# Skilanglauf-Eastern-Europe-Cup 2014/15
Der Skilanglauf-Eastern-Europe-Cup 2014/15 war eine von der FIS organisierte Wettkampfserie, die zum Unterbau des Skilanglauf-Weltcups 2014/15 gehörte. Sie begann am 15. November 2014 in Werschina Tjoi und endete am 1. März 2015 in Rybinsk. Die Gesamtwertung der Männer gewann Andrei Parfjonow; bei den Frauen war Natalja Matwejewa erfolgreich.

## Männer

### Resultate
| 1. Eastern-Europe-Cup in Werschina Tjoi, 15. bis 19. November 2014 | 1. Eastern-Europe-Cup in Werschina Tjoi, 15. bis 19. November 2014 | 1. Eastern-Europe-Cup in Werschina Tjoi, 15. bis 19. November 2014 | 1. Eastern-Europe-Cup in Werschina Tjoi, 15. bis 19. November 2014 | 1. Eastern-Europe-Cup in Werschina Tjoi, 15. bis 19. November 2014 |
| ------------------------------------------------------------------ | ------------------------------------------------------------------ | ------------------------------------------------------------------ | ------------------------------------------------------------------ | ------------------------------------------------------------------ |
| Datum                                                              | Disziplin                                                          | Erster Platz                                                       | Zweiter Platz                                                      | Dritter Platz                                                      |
| 15. November 2014                                                  | 10 km Freistil                                                     | Alexander Utkin                                                    | Konstantin Glawatskich                                             | Artjom Malzew                                                      |
| 16. November 2014                                                  | Sprint Freistil                                                    | Artjom Malzew                                                      | Andrei Parfjonow                                                   | Michail Kuklin                                                     |
| 18. November 2014                                                  | Sprint klassisch                                                   | Andrei Parfjonow                                                   | Ivan Guliaev                                                       | Iwan Anissimow                                                     |
| 19. November 2014                                                  | 15 km klassisch                                                    | Alexei Wizenko                                                     | Ilja Semikow                                                       | Jakov Sezemov                                                      |

| 2. Eastern-Europe-Cup in Krasnogorsk, 24. bis 28. Dezember 2014 | 2. Eastern-Europe-Cup in Krasnogorsk, 24. bis 28. Dezember 2014 | 2. Eastern-Europe-Cup in Krasnogorsk, 24. bis 28. Dezember 2014 | 2. Eastern-Europe-Cup in Krasnogorsk, 24. bis 28. Dezember 2014 | 2. Eastern-Europe-Cup in Krasnogorsk, 24. bis 28. Dezember 2014 |
| --------------------------------------------------------------- | --------------------------------------------------------------- | --------------------------------------------------------------- | --------------------------------------------------------------- | --------------------------------------------------------------- |
| Datum                                                           | Disziplin                                                       | Erster Platz                                                    | Zweiter Platz                                                   | Dritter Platz                                                   |
| 24. Dezember 2014                                               | Sprint Freistil                                                 | Andrei Parfjonow                                                | Anton Gafarow                                                   | Michail Kuklin                                                  |
| 25. Dezember 2014                                               | 15 km Freistil                                                  | Konstantin Glawatskich                                          | Raul Schakirsjanow                                              | Pjotr Sedow                                                     |
| 27. Dezember 2014                                               | Sprint klassisch                                                | Andrei Parfjonow                                                | Jermil Wokujew                                                  | Alexander Panschinski                                           |
| 28. Dezember 2014                                               | 30 km klassisch                                                 | Alexander Bessmertnych                                          | Sergei Turyschew                                                | Ilja Semikow                                                    |

| 3. Eastern-Europe-Cup in Rybinsk, 25. Februar bis 1. März 2015 | 3. Eastern-Europe-Cup in Rybinsk, 25. Februar bis 1. März 2015 | 3. Eastern-Europe-Cup in Rybinsk, 25. Februar bis 1. März 2015 | 3. Eastern-Europe-Cup in Rybinsk, 25. Februar bis 1. März 2015 | 3. Eastern-Europe-Cup in Rybinsk, 25. Februar bis 1. März 2015 |
| -------------------------------------------------------------- | -------------------------------------------------------------- | -------------------------------------------------------------- | -------------------------------------------------------------- | -------------------------------------------------------------- |
| Datum                                                          | Disziplin                                                      | Erster Platz                                                   | Zweiter Platz                                                  | Dritter Platz                                                  |
| 25. Februar 2015                                               | 15 km Freistil                                                 | Pjotr Sedow                                                    | Jewgeni Dementjewv                                             | Alexei Tscherwotkin                                            |
| 28. Februar 2015                                               | Sprint klassisch                                               | Gleb Retiwych                                                  | Nikita Stupak                                                  | Iwan Anissimow                                                 |
| 1. März 2015                                                   | 30 km Skiathlon                                                | Pjotr Sedow                                                    | Wladislaw Skobelew                                             | Konstantin Glawatskich                                         |

### Gesamtwertung Männer
| Rang | Name                   | Punkte |
| ---- | ---------------------- | ------ |
| 1.   | Andrei Parfjonow       | 431    |
| 2.   | Konstantin Glawatskich | 387    |
| 3.   | Alexander Utkin        | 354    |
| 4.   | Raul Schakirsjanow     | 328    |
| 5.   | Pjotr Sedow            | 289    |
| 6.   | Jewgeni Dementjewv     | 286    |
| 7.   | Nikita Stupak          | 282    |
| 8.   | Michail Kuklin         | 259    |
| 9.   | Sergei Turyschew       | 257    |
| 10.  | Andrey Feller          | 250    |
| 10.  | Artjom Malzew          | 250    |
| 12.  | Anton Suzdalev         | 234    |
| 13.  | Iwan Anissimow         | 201    |
| 14.  | Jermil Wokujew         | 177    |

| Rang | Name                   | Punkte |
| ---- | ---------------------- | ------ |
| 15.  | Alexander Bessmertnych | 175    |
| 15.  | Michail Dewjatjarow    | 175    |
| 17.  | Alexei Wizenko         | 165    |
| 18.  | Sergei Nowikow         | 164    |
| 18.  | Dmitri Ploskonossow    | 164    |
| 20.  | Vadim Pisarev          | 147    |
| 21.  | Denis Spizow           | 142    |
| 22.  | Andrei Melnitschenko   | 140    |
| 22.  | Gleb Retiwych          | 140    |
| 24.  | Anton Gafarow          | 138    |
| 25.  | Alexander Bakanov      | 131    |
| 26.  | Jakov Sezemov          | 128    |
| 27.  | Rifat Safiullin        | 114    |
| 28.  | Nikolai Chochrjakow    | 113    |

| Rang | Name                | Punkte |
| ---- | ------------------- | ------ |
| 29.  | Ivan Guliaev        | 112    |
| 29.  | Ilja Semikow        | 112    |
| 31.  | Wladislaw Skobelew  | 111    |
| 32.  | Dmitri Rostowzew    | 106    |
| 33.  | Alexander Filippov  | 102    |
| 34.  | Andrey Smolianin    | 101    |
| 35.  | Evgeniy Vakhrushev  | 95     |
| 35.  | Ravil Valiakhmetov  | 95     |
| 37.  | Ivan Pavlov         | 91     |
| 37.  | Artjom Schmurko     | 91     |
| 39.  | Alexei Tscherwotkin | 90     |
| 40.  | Kirill Vichuzhanin  | 89     |

## Frauen

### Resultate
| 1. Eastern-Europe-Cup in Werschina Tjoi, 15. bis 19. November 2014 | 1. Eastern-Europe-Cup in Werschina Tjoi, 15. bis 19. November 2014 | 1. Eastern-Europe-Cup in Werschina Tjoi, 15. bis 19. November 2014 | 1. Eastern-Europe-Cup in Werschina Tjoi, 15. bis 19. November 2014 | 1. Eastern-Europe-Cup in Werschina Tjoi, 15. bis 19. November 2014 |
| ------------------------------------------------------------------ | ------------------------------------------------------------------ | ------------------------------------------------------------------ | ------------------------------------------------------------------ | ------------------------------------------------------------------ |
| Datum                                                              | Disziplin                                                          | Erster Platz                                                       | Zweiter Platz                                                      | Dritter Platz                                                      |
| 15. November 2014                                                  | 5 km Freistil                                                      | Julija Tschekaljowa                                                | Olga Kusjukowa                                                     | Anna Netschajewskaja                                               |
| 16. November 2014                                                  | Sprint Freistil                                                    | Natalja Matwejewa                                                  | Julija Romanowa                                                    | Olga Repnizyna                                                     |
| 18. November 2014                                                  | Sprint klassisch                                                   | Natalja Matwejewa                                                  | Jewgenija Schapowalowa                                             | Jelena Soboljowa                                                   |
| 19. November 2014                                                  | 10 km klassisch                                                    | Julija Tschekaljowa                                                | Olga Kusjukowa                                                     | Alissa Schambalowa                                                 |

| 2. Eastern-Europe-Cup in Krasnogorsk, 24. bis 28. Dezember 2014 | 2. Eastern-Europe-Cup in Krasnogorsk, 24. bis 28. Dezember 2014 | 2. Eastern-Europe-Cup in Krasnogorsk, 24. bis 28. Dezember 2014 | 2. Eastern-Europe-Cup in Krasnogorsk, 24. bis 28. Dezember 2014 | 2. Eastern-Europe-Cup in Krasnogorsk, 24. bis 28. Dezember 2014 |
| --------------------------------------------------------------- | --------------------------------------------------------------- | --------------------------------------------------------------- | --------------------------------------------------------------- | --------------------------------------------------------------- |
| Datum                                                           | Disziplin                                                       | Erster Platz                                                    | Zweiter Platz                                                   | Dritter Platz                                                   |
| 24. Dezember 2014                                               | Sprint Freistil                                                 | Natalja Matwejewa                                               | Anastassija Dozenko                                             | Jewgenija Schapowalowa                                          |
| 25. Dezember 2014                                               | 10 km Freistil                                                  | Julija Tschekaljowa                                             | Natalja Schukowa                                                | Anastassija Dozenko                                             |
| 27. Dezember 2014                                               | Sprint klassisch                                                | Anastassija Dozenko                                             | Natalja Matwejewa                                               | Jelena Soboljowa                                                |
| 28. Dezember 2014                                               | 15 km klassisch                                                 | Julija Tschekaljowa                                             | Olga Kusjukowa                                                  | Jelena Soboljowa                                                |

| 3. Eastern-Europe-Cup in Rybinsk, 25. Februar bis 1. März 2015 | 3. Eastern-Europe-Cup in Rybinsk, 25. Februar bis 1. März 2015 | 3. Eastern-Europe-Cup in Rybinsk, 25. Februar bis 1. März 2015 | 3. Eastern-Europe-Cup in Rybinsk, 25. Februar bis 1. März 2015 | 3. Eastern-Europe-Cup in Rybinsk, 25. Februar bis 1. März 2015 |
| -------------------------------------------------------------- | -------------------------------------------------------------- | -------------------------------------------------------------- | -------------------------------------------------------------- | -------------------------------------------------------------- |
| Datum                                                          | Disziplin                                                      | Erster Platz                                                   | Zweiter Platz                                                  | Dritter Platz                                                  |
| 25. Februar 2015                                               | 10 km Freistil                                                 | Anna Netschajewskaja                                           | Jelena Soboljowa                                               | Viktoria Karkina                                               |
| 28. Februar 2015                                               | Sprint klassisch                                               | Natalja Matwejewa                                              | Julija Iwanowa                                                 | Oxana Ussatowa                                                 |
| 1. März 2015                                                   | 15 km Skiathlon                                                | Julija Iwanowa                                                 | Alissa Schambalowa                                             | Anna Netschajewskaja                                           |

### Gesamtwertung Frauen
| Rang | Name                   | Punkte |
| ---- | ---------------------- | ------ |
| 1.   | Natalja Matwejewa      | 524    |
| 2.   | Jelena Soboljowa       | 502    |
| 3.   | Julija Tschekaljowa    | 484    |
| 4.   | Julija Iwanowa         | 456    |
| 5.   | Alissa Schambalowa     | 369    |
| 6.   | Anastassija Dozenko    | 358    |
| 7.   | Olga Kusjukowa         | 321    |
| 8.   | Julija Romanowa        | 318    |
| 9.   | Anna Netschajewskaja   | 293    |
| 10.  | Swetlana Nikolajewa    | 258    |
| 11.  | Anna Medwedewa         | 240    |
| 12.  | Jewgenija Schapowalowa | 239    |
| 13.  | Anna Povaliaeva        | 236    |
| 14.  | Nadeschda Schunjajewa  | 226    |

| Rang | Name                     | Punkte |
| ---- | ------------------------ | ------ |
| 15.  | Viktoria Melina          | 208    |
| 16.  | Natalja Schukowa         | 200    |
| 17.  | Anastassija Kasakul      | 197    |
| 18.  | Natalja Neprjajewa       | 187    |
| 19.  | Natalja Iljina           | 183    |
| 20.  | Viktoria Karkina         | 170    |
| 21.  | Marina Tschernoussowa    | 165    |
| 22.  | Oxana Ussatowa           | 164    |
| 23.  | Olga Repnizyna           | 161    |
| 24.  | Ksenia Feller            | 152    |
| 25.  | Polina Kowaljowa         | 143    |
| 26.  | Jewgenija Oschtschepkowa | 139    |
| 27.  | Irina Chasowa            | 128    |
| 28.  | Julija Belorukowa        | 123    |

| Rang | Name                 | Punkte |
| ---- | -------------------- | ------ |
| 29.  | Evgenia Feshina      | 122    |
| 30.  | Anastasia Mayngardt  | 119    |
| 30.  | Lilija Wassiljewa    | 119    |
| 32.  | Anastassija Wlassowa | 117    |
| 33.  | Natalia Rudenko      | 113    |
| 34.  | Maria Davydenkova    | 112    |
| 34.  | Ksenia Malevannaia   | 112    |
| 36.  | Jekaterina Chramzowa | 108    |
| 37.  | Tatjana Aljoschina   | 107    |
| 37.  | Viktoria Kuramshina  | 107    |
| 39.  | Olga Sergeeva        | 99     |
| 40.  | Elena Serokhvostova  | 98     |